# پورپورای ترومبوسیتوپنیک
پورپورای ترومبوسیتوپنیک (به انگلیسی: Thrombocytopenic purpura) نوعی پورپورا وابسته‌به کاهش مقدار پلاکت در گردش است و می‌تواند علت‌های گوناگونی از جمله سارکوم کاپوزی داشته باشد.

## انواع
هنگامی‌که دلیل بیماری ناشناخته است٬ از اصطلاح پورپورای ناشناس کاهش پلاکت استفاده می‌کنیم٬ هرچند امروزه بیشتر این بیماری‌ها وابسته به سیستم ایمنی گزارش شده‌اند.
نوع دیگر این بیماری پورپورای ترومبوتیک ترومبوسیتوپنیک است.